# Köhnəqışlaq (Agstafa)
Köhnəqışlaq (também, Köhnə Qışlaq e Këgnakyshlak) é uma vila no rayon de Agstafa, no Azerbaijão. A vila faz parte do município de Tatlı.